# Cyclosa alayoni
Cyclosa alayoni là một loài nhện trong họ Araneidae.
Loài này thuộc chi Cyclosa. Cyclosa alayoni được Herbert Walter Levi miêu tả năm 1999.